# Stracciatella (gelat)
La stracciatella és un tipus de gelat elaborat amb xips de xocolata damunt una base de gelat cremós de llet. A més de les versions artesanes, existeix una varietat més industrial que es pot adquirir a gran part dels supermercats.

## Història
La stracciatella s'inventà i es produí per primera vegada a Itàlia per Enrico Pannattoni a Bergamo el 1953 a la pastisseria i geladeria La Marianna. Després de diversos intents i repetits experiments aconseguí realitzar un gelat prou particular: una base molt blanca amb fragments molt irregulars de xocolata empolsimats per sobre.
Nascut el 4 d'abril de 1927, Enrico Panattoni era el membre més jove d'una família de grangers de la Toscana. Va arribar a Bergamo el 1946 on després de provar de vendre castagnaccio (un pastís de farina de castanya), obrí La Marianna, negoci que fou reconegut pels seus gelats, que incloïen la stracciatella. Enrico Panattoni morí el 3 d'octubre de 2013 a l'edat de 85 anys.
El nom stracciatella derivà del nom d'una minestra, la sopa stracciatella alla romana; que es feia amb un ou quallat també en un brou i que recorda a com les espurnes de xocolata quallen en el gelat. I també pot referir-se al verb italià stracciare (en català 'trinxar' o 'trossejar'), que fa referència als trossets de xocolata irregulars que es troben en la crema del gelat stracciatella.

## Recepta

### Ingredients
- 1 litre de nata
- 1 litre de llet
- 4 branquillons de vainilla
- 4 fulles de gelatina
- 300 grams de sucre
- espurnes de xocolata[5]

### Preparació
La preparació del gelat amb gust de Stracciatella és almenys en la fase inicial igual a la del gelat de mozzarella, una base a la que se li afegeixen flocs de xocolata fondant. Es comença escalfant al foc la llet, el sucre i la vainilla, fent que el compost arribi gairebé a la temperatura d'ebullició, remenant ocasionalment el líquid. Quan la llet està a punt de bullir, s'afegeix la gelatina i s'assegura que els ingredients es mesclin bé. Un cop fet això, es retira la mescla del foc i es deixa refredar a temperatura ambient, després es posa a la nevera i es deixa que agafi una temperatura prou freda. En aquest punt, es munta la nata amb l'ajuda d'una batedora. I tot seguit s'hi afegeix la mescla que teníem guardada a la nevera. Després s'escampen per sobre els petits fragments de xocolata i es torna a col·locar a la nevera fins que la barreja obtingui una consistència cremosa o sòlida, depenent de com es vulgui. Concloent de tenir cura d'anar mesclant la barreja de tant en tant al congelador per evitar que es formin cristalls de gel en el compost.

## Informació nutricional
- Quilocalories per 100 grams: entre 150 i 255 calories[6]
- hidrats de carboni per 100 grams: entre 20 i 27,5 grams
- Greixos per 100 grams: entre 4 i 15 grams
- Proteïnes per 100 grams: entre 3y 3,5 grams
- Lactosa per 100 grams: entre 4,3 i 6,2 grams
- Calci per 100 grams: entre 88 i 150 mg
- Joules per 100 grams: circa 800[7]